# Leptocentrus arcuatus
Leptocentrus arcuatus är en insektsart som beskrevs av William D. Funkhouser 1927. Leptocentrus arcuatus ingår i släktet Leptocentrus och familjen hornstritar. Inga underarter finns listade i Catalogue of Life.